# Creencia en la Tierra hueca

Dibujo transversal de la Tierra que muestra el "Mundo Interior" de Atvatabar, de la novela de ciencia ficción de 1892 de William R. Bradshaw La Diosa de Atvatabar.

La creencia en la Tierra hueca, terrahuequismo o creencia intraterrestre es una afirmación de que dentro del planeta Tierra hay otro mundo muy parecido a la superficie. Donde existen civilizaciones subterráneas de seres llamados «intraterrestres».

## Descripción de la creencia
Los defensores de esta creencia propugnan que existen dos aberturas, una en cada polo, que son custodiadas y mantenidas en secreto por algunos gobiernos del mundo, así como un sistema de galerías destinado a comunicar lugares distantes a través del subsuelo.
Otras versiones de la creencia afirman que en el interior de la Tierra flota un sol que da vida a una tierra interior y habitada sin noches, con clima tropical y gravedad de 6,7 g. Otras afirman que el movimiento de las placas tectónicas se debe a que la Tierra está aumentando de tamaño. En el centro de las aberturas de cada polo no habría gravedad y el mar se hundiría por una de ellas hasta salir por la otra, lo que serviría de ruta naval y migratoria hacia el interior.
De modo afín a otras teorías de conspiración, se sostiene que este conocimiento está oculto debido a una gran conspiración en la que «están involucrados los dirigentes mundiales, la NASA, Google Earth» etc, que conocen perfectamente el tema, pero se han confabulado para ocultarlo.
Otro argumento común entre los creyentes  es que la exploración del interior de la Tierra no ha sido significativa, ya que la máxima perforación, realizada en el Pozo Superprofundo Kola en Siberia, es de 12,3 km, el 0,1 % del diámetro terrestre.